# Српски Титош
Српски Титош (мађ. Töttös), раније званично Рацтетеш или Српски Титош (мађ. Ráctőttős) је село у Мађарској, у крајње јужном делу државе. Село управо припада Бољском срезу Барањске жупаније, са седиштем у Печују.

## Природне одлике
Насеље Српски Титош налази у крајње јужном делу Мађарске, близу државне границе са Хрватском. Најближи већи град је Мохач.
Историјски гледано, село припада мађарском делу Барање. Подручје око насеља је равничарско (Панонска низија), приближне надморске висине око 125 м. Северно од насеља се издиже Виљанско горје. Око насеља нема већих водотока, а даље ка истоку протиче Дунав.

## Становништво
Према подацима из 2013. године Српски Титош је имао 590 становника. Последњих година број становника опада.
Претежно становништво у насељу чине Мађари римокатоличке вероисповести, а мањине су Немци (око 6%).
Село је је некада имало бројну српску мањину (1910. око 300 житеља).

### Попис1910.
| Српски Титош | Српски Титош |
| --- | --- |
| Језик | Вера |
| укупно: 1.236 Немачки 848 (68,60%) Српски 275 (22,24%) Мађарски 71 (5,74%) Словачки 4 (0,32%) остали 38 (3,07%) | укупно: 1.236 Римокатолици 932 (75,40%) Православци 274 (22,16%) Јевреји 20 (1,61%) Калвинисти 8 (0,64%) Лутерани 2 (0,16%) |

Напомена: У рубрици осталих језика највећи број особа исказао је шокачки језик.

## Прошлост Срба у месту
Срби су у насељу присутни још од средњег века, али је њихов број посебно нарастао после Велике сеобе. у српском извору из 1905. каже се да је место насељено 1730. године под царем аустријским Карлом III.
Године 1735. српски парох поп Теодор је исповедао парохијане њих 135, у Титошу. Позната су презимена двадесетак домаћина. Ту је 1731. године било 32 српско-православна дома. Број становника је 1796. године износио 622 становника, а век касније 1890. године дупло их је мање - 323. „Раб Божији” Јован Кнежевић из Рац Титоша је две године 1798-1800. својом руком писао књигу „Собраније” или „Правила светих”, за тамошњи саборни храм Св. Димитрија.
Поп Василије Радановић је био парох титошки 1809. године. Поп Михајло Маџаревић месни парох и намесник (Мохачко-пољски) Рацтитошки био је 1826-1833. године претплатник календара „Сербска пчела”. Умро је 1891. године његов син рацтитошки парох поп Радослав Мађаревић у 66-ој години. Родом је из Батосека, а прешао је као беба у очеву нову парохију Рацтитош, где је отац био парох и намесник среза Мохачког. Завршио је Радослав 1847. године Карловачку богословију, а 1851. године је постављен за очевог капелана у Рацтитошу. Служио је у месту пуних 40 година.
Године 1905. Српски Титош је мала општина, у Мохачком срезу, Барањске жупаније. Ту живи 1260 становника у 279 домова, а Немци доминирају. Православних Срба има 284 душе (или 22%) са 61 кућом. Од српских јавних здања ту су православна црква и народна школа. Поштански уред ради у месту.
Црквена општина постоји у месту, скупштина је редовна под председништвом Богољуба Митровића. Црква посвећена Св. великомученику Димитрију грађена је у „неправилном византијском стилу” 1765. године. Он је 1905. године у добром стању, темпло је осликао 1904. године Карл Георг академски сликар. Постоји српско православно гробље, а црквени земљишни посед износи 34 кј. Црквене матрикуле су заведене 1777. године. Парохија је шесте платежне класе, има парохијски дом и парохијску сесију од само три кј. земље. Њој припада као парохијска филијала пустара Херцегсентмартон. Администатор парохије је калуђер Теофит Сабадош јеромонах, родом из Доње Нане, говори срским и немачким језиком.
Још 1745. године општина Титош је опредељивала годишње по 12 ф. за издржавање школе. Месни учитељ Теодор Андрић је прибавио 1816. године једну заиста корисну књигу за рад са децом. Уз њега су се претплатили мештани: шнајдер Тимотеј Мишљеновић и два земљеделца Марко Теодоровић и Јован Кнежевић. Купио је 1824. године у Мајишу једну српску књигу рацтитошки учитељ Сава Јанковић. Титошки учитељ Вук Павловић био је 1833. године пренумерант мађарско-српске граматике. Поред њега пункт су чинили и други мештани: поп Михаил Мађаревић парох и намесник, Григорије Максимовић и Николај Јовановић „Високородног Грофа Баћањија валд-форштнер”.
Тражио се 1881. године учитељ за титошку школу, са понуђеном основном годишњом платом - од све у натури - седам јутара земље остало у храни. Извештај школског референта Поповића из 1884. године који је објављен у црквеном листу, је Титошане испунио поносом. Иако је плата била сиротињска, та школа је трудом учитеља - „цветала”. Ревизор је имао ту само лепе речи, а што је била права реткост, јер је стање српског школства у будимској епархији било очајно. Ревизор је 10. марта те године бануо у школу, где је затекао 40 ђака (од 44 уписаних) и „уверио сам се са радошћу да су сва деца најуредније ишла у школу”. Учитељ Милош Десанчић, који је ту са службом три године, „исказао је својим изврсним радом најодличнији успех у свима наставним предметима”. Имао је Поповић само да предложи да школа по могућству набави потребне природословне и библијске слике. Похвалио је такође адвоката Јосифа Јагића из Мохача, због његовог доброчинства према школи титошкој. Јагић је даровао тој школи, осам нових „удесних” скамија, као и нов „врло удесно распоређен” школски орман. Лоше је било у вези са школом, само шкодљива здрављу деце влага зидна, због циглом патосане школске дворане. Школски ревизор је поред похвала учитељу и дародавцу, од црквене општине Титошке тражио да пораде да и школско здање буде боље и здравије место. По њему је требало да се школска дворница продужи за неколико метара, даље, уместо постојећа два мала, поставе четири велика прозора, а сама учионица како је и ред, даскама патоше.
Почетком 20. века ту је српска народна школа, са једним здањем подигнутим још 1800. године. Школа је по закону уређена и исправно функционише. Председник Школског одбора је Спасоје Бошњак, школски управитељ С. Николић, а школски старатељ Ђорђе Ковјанић. Учитељ је 1905. године Михајло Марјановић, родом из Мајиша, служи више од пет година у месту (ту и 1907). редовну наставу прати 26 ученика а у недељну школу иде 10 ђака старијег узраста.
После Првог светског рата и поделе Барање на два дела — данас мађарски (северни, већи) и хрватски (јужни, мањи), Српски Титош се нашао у сасвим другачијем, неповољнијем положају. Нова граница између Републике Мађарске и Краљевине Срба, Хрвата и Словенаца, нашла се на неколико километара од насеља. У следећим годинама већи део Срба се иселио у српске делове новообразоване Краљевине Срба, Хрвата и Словенаца.
Срушена је српска православна црква у Рацтитошу 1964. године.
Данас, почетком 21. века постоји још српско православно гробље, које се налази пола километра од северозападног краја насеља. Има три дела, већи део је шума или ораница, при чему су споменици на оних 40% који чине право гробље. Углавном су ту новији споменици из 20. века, јер су стари украдени или оштећени, има их укупно 41. Централни гробљански крст је поставила породица Ковачевић.